# Musée Lombart
Pour les articles homonymes, voir Lombart.
Le musée Lombart à Doullens (Somme) est musée d'art et d'archéologie français, labellisé musée de France.

## Le bâtiment
Le musée Lombart est installé dans un bâtiment construit par l'architecte Jourdant pour abriter les collections de Jules-François Lombart, industriel — créateur des Chocolats Lombart — qui légua le bâtiment et son contenu à la Ville de Doullens en 1908 en mémoire de ses parents doullennais.
Ce vaste édifice en brique est composé d'une galerie rectangulaire terminée à chaque extrémité par un pavillon en équerre donnant accès à l'intérieur. Les grilles des portes d'entrée en fer forgé sont surmontées de frontons de style néo-Renaissance et décorées de deux sphinges dues au sculpteur Legrand. La façade est ornée d'une corniche en pierre calcaire décorée de trois cartouches sculptés dédiés aux beaux-arts.
Ce bâtiment est situé dans un jardin d'agrément où les plantations sont ornées de statues de pierre et du puits des marmousets dont la margelle remonte au XVIIe siècle.
Le musée se prolonge dans la chapelle des Sœurs de Louvencourt, construite en brique, datant des années 1840 et de style néogothique, qui jouxte le bâtiment principal.
Le musée Lombart est protégé au titre des monuments historiques par arrêté du 5 juillet 2012

## Collections

### Peinture et dessin

#### École française duXVIIIeauXXesiècle
- Camille Corot
- Jean Siméon Chardin
- Daubigny[Lequel ?]
- Constant Troyon
- Léon Bonnat
- Noël Saunier
- Joseph Bail
- Franck Bail
- Lucien Andrieu
- Horace Colmaire
- Félix Niaut

#### École flamande
- Dirk Bouts
- Adriaen Frans Boudewyns
- Jan van Kessel
- Adriaen van Utrecht

### Estampe
- Francisque Poulbot, lithographies
- Léonard Foujita
- Antoine Basset
- André Basset[5].

### Sculpture et céramique
- Jean-Baptiste Carpeaux
- Emmanuel Fontaine, Monument aux enfants morts pour la Patrie
- Céramiques d'Extrême-Orient

### Archéologie
La chapelle de Louvencourt présente des collections ethnologiques et archéologiques, notamment égyptiennes avec une momie de la XVIIIe dynastie égyptienne, datant de 3 500 ans, et une cuve baptismale du XIe siècle provenant de l'abbaye Saint-Michel de Doullens.

### Orgue
La chapelle des sœurs de Louvencourt abrite sur la tribune un orgue Orchestrion Welte datant de la fin du XIXe siècle. Cet orgue original est inséré dans un buffet en chêne teinté conçu comme une armoire.

### Automate
Un automate joueur de flute a retrouvé sa place dans la chapelle après deux ans de restauration par Klaus Lorenz. Cet automate de 1,30 m de haut a la particularité d'être articulé par un mécanisme dissimulé sous ses pieds. Un chardonneret automate juché sur son épaule répond au joueur de flûte quand celui-ci arrête de jouer.